# Gerard Krake
Gerard Krake (Enschede, 7 december 1930 - 15 december 1990) was een Nederlands operazanger (bas) en schouwburgdirecteur.

## Biografie
Krake bleek op jonge leeftijd reeds aanleg te hebben voor zingen, en zong dan ook in diverse koren. Toen hij 12 jaar oud was ging hij naar het seminarie in Valkenburg om priester te worden. Deze opleiding volgde hij ruim twee jaar, waarna hij inzag dat deze keuze voor hem toch niet de juiste was. Hij ging hierop naar de HBS en maakte deze opleiding wel af.

### Beginjaren
Na zijn HBS-opleiding heeft Krake verschillende banen gehad. Hij werkte o.a. bij de KLM, deed kantoorwerk en werkte bij diverse modezaken, vervolgens is hij ook nog reisleider geweest. Ondertussen leerde hij zijn toekomstige vrouw kennen. Zingen bleef voor hem echter wel erg belangrijk, alhoewel zijn ouders het niets vonden dat hij professioneel zanger wilde worden.
Na het overlijden van zijn vader is Krake bij het extra koor terechtgekomen van de Nederlandse Opera. Hier kreeg hij op 5 april 1957 zijn eerste rolletje in Don Carlos (Un frate). Enkele namen uit deze productie: Filips II (Guus Hoekman en Siemen Jongsma), Don Carlos (Johan van der Zalm), Rodrigo (Scipio Colombo en Paolo Gorin), Il grandinquisitore (Gerard Groot en Guus Hoekman), Elisabeth (Gré Brouwenstijn en Maria van Dongen) en prinses Eboli (Mimi Aarden). Het bleef bij de rol van 'un frate', een rol die hij in 1958 nog tweemaal zou zingen bij de Nederlandse Opera. Daarna heeft hij weer een tijd in het extra koor gezeten.

### Opera Forum
In 1961 vertrok het gezin Krake naar Enschede, waar Krake gedurende 2 jaar bij Opera Forum zong.
- Hoffmanns vertellingen, 1961, Hermann
- Der Letzte Walzer, 1962, Oom Jaroskin
- Die Fledermaus, 1962, Dr.Blind
- Die verkaufte Braut, 1962, Micha
- Der Rosenkavalier, 1962, 2e lakei van de Marchallin

Na deze eerste Opera Forum periode vertrok Gerard Krake in 1963 weer richting Amsterdam voor een tweede engagement bij de Nederlandse Opera. De komende jaren zong hij hier rollen als:
- De vier huistirannen, 1963, Simon
- Die Schule der Frauen, 1964, Oronto, een vriend van Arnolphe
- Iphigenie auf Tauris, 1964, een dienaar
- Don Pasquale, 1964, un notario
- Der Rosenkavalier, 1965, kelner
- Le Nozze di Figaro, 1966, Antonio
- Manon, 1966, de waard
- Elektra, 1966, een oude dienaar

Hierna is hij er bijna twee jaar uit geweest om een andere baan te proberen, want de betrekking van beroeps-operazanger was niet echt een vetpot.
Maar na een jaar ging hij toch weer terug naar Opera Forum, waar hij deze keer bleef tot en met 1974.
- De uitdrager, 1968, de koper
- Die schule der Frauen, 1968, Oronto
- Boris Goedenov, 1968, Mitjoecha en Tsernjakowski
- Die lustige Witwe, 1968, Kromow
- Madam Butterfly, 1969, keizerlijke commissaris
- Lohengrin, 1969, 4e Brabantse edele
- Zar und Zimmerman, 1970, Lord Syndham
- De Wulpenrivier, 1970, de reiziger
- Die Fledermaus, 1970, dr.Blind
- La bohème, 1971, Benoit
- Der Revisor, 1971, Ossip
- Das Land des Lächelns, 1971, Tschang de oom van de prins
- De verkochte bruid, 1971, Micha
- Rigoletto, 1972, Sparafucile
- Der Zigeunerbaron, 1972, Kalman Zsupan
- De Wulpenrivier, 1972, de reiziger
- Il barbiere di Siviglia, 1973, om de beurt Bartolo en Don Basilio
- Hoffmanns vertellingen, 1973, Crespel
- Tosca, 1974, il Sagrestano
- Jenufa, 1974, dorpsrechter
- Der Zarewitsch, 1974, minister-president

### Einde opera-carrière en overlijden
In 1974 zette Krake een punt achter zijn operacarrière. Hij werd datzelfde jaar directeur van het Cultureel Centrum Schouwburg van Winterswijk. In 1982 werd hij directeur van de schouwburg in Sittard waar hij in 1990 overleed.